# È arrivata la bufera
(Renato Rascel in Giancarlo Governi, Quando Renato Rascel vide arrivare la bufera, Giornale dello spettacolo, 3 gennaio 2016)
È arrivata la bufera è una canzone scritta da Renato Rascel nel 1939. Le prime strofe le scrive di getto, durante una pausa in camerino, e suona come un'allegra filastrocca: "È arrivata la bufera / è arrivato il temporale / chi sta bene e chi sta male / e chi sta come gli par", quasi a voler sdrammatizzare l'addensarsi sull'Europa di un nuovo conflitto bellico, a cui le parole della canzone sembrano fare riferimento neanche troppo velatamente.
Il brano per la prima volta fu pubblicato in 45 giri nel 1955 (Radbomante Innamorato/È Arrivata La Bufera) per l'etichetta Odeon e nel marzo del 1962 per l'etichetta RCA Victor.